# Papers del Paradís
Papers del Paradís és el nom que rep la filtració feta pel International Consortium of Investigative Journalists el novembre de 2017 sobre les empreses que han tingut comptes bancaris en paradisos fiscals. El contingut filtrat pesa 1,4 TB i consisteix en 13,4 milions de documents originats del gabinet d'advocats Appleby, Asiatici Trust i registres d'impostos de dinou jurisdiccions (Antigua i Barbuda, Aruba, Bahames, Barbados, les Bermudes, Caiman, Illes Cook, Dominica, Granada, Labuan, Líban, Malta, arxipèlag Marshall, Saint Christopher i Nevis, Saint Lucia, San Vicente, Samoa, Trinitat i Tobago i Vanuatu).

## Esmentats

### Empreses
- Apple[1]
- Nike, Inc.[1]
- Uber[1]

### Particulars
A l'Estat espanyol, hi destacà el nom de Xavier Trias, l'artista José María Cano i el milionari Daniel Maté. Al seu torn, Juan Villalonga, antic CEO de Telefónica entre 1996 i 2000, tenia registrades dos companyies en paradisos fiscals.
Paul David Hewson (conegut com a Bono) va ser relacionat amb diverses societats d'evasió fiscal.